# Вондога
Во́ндога — деревня в Фурмановском районе Ивановской области, входит в состав Иванковского сельского поселения.

## История
В 1981 году Указом Президиума Верховного Совета РСФСР посёлок дома отдыха «Игнатовское» № 1 переименован в Вондога.

## География
Вондога расположена в северной части Ивановской области, в лесной местности. Протекает река Вондога.

## Население
| 2010 |
| ---- |
| 40   |

## Инфраструктура
Действовал во времена СССР дом отдыха «Игнатовское» № 1.

## Транспорт
Железная дорога. Остановочный пункт Игнатьевская.
Автодорога регионального значения 24Н-206.